# Palmonia hermonensis
Palmonia hermonensis är en tvåvingeart som beskrevs av Kugler 1972. Palmonia hermonensis ingår i släktet Palmonia och familjen parasitflugor. Inga underarter finns listade i Catalogue of Life.